# Sinfonische Tänze (Rachmaninow)
Die Sinfonischen Tänze Op. 45 sind Sergej Rachmaninows letztes Werk, entstanden 1940 in Huntington auf Long Island. Rachmaninow schrieb das Werk original für Orchester, fertigte aber fast gleichzeitig auch eine Version für zwei Klaviere an, die er mit Vladimir Horowitz privat, nie aber öffentlich aufführte. Die Komposition besteht aus drei Sätzen:
III. (Non) Allegro, c-Moll
III. Andante con moto (Tempo di valse), g-Moll
III. Lento assai – Allegro vivace, d-Moll
Das verlangte Orchester ist groß, zur üblichen Besetzung mit dreifachem Holz kommt ein Altsaxophon (einer der wenigen Fälle eines Saxophons in der klassischen Musik), stark erweitertes Schlagwerk (3 Pauken, Tamburin, Triangel, Kleine und Große Trommel, Becken, Tamtam, Glockenspiel, Xylophon, 3 Glocken), Klavier und eine Harfe. Das Werk gilt in der Orchesterliteratur als anspruchsvoll zu spielen. Es ist dem Philadelphia Orchestra und seinem damaligen Chefdirigenten Eugene Ormandy gewidmet, die das Werk auch am 3. Januar 1941 uraufführten. Erst während einer Aufführung unter Dimitri Mitropoulos und dem Minneapolis Symphony Orchestra im November 1942 entdeckte Rachmaninow, dass in der Partitur des ersten Satzes statt Allegro ein Non Allegro gedruckt war; das Non wurde ausgestrichen. Bis heute findet sich Non Allegro aber häufig noch als Satzangabe.  Die Aufführungsdauer des Satzes variiert nicht zuletzt daher beträchtlich zwischen einzelnen Aufführungen. Eine eigene Aufnahme, die Rachmaninows Sicht dargestellt hätte, war geplant, wurde aber nie durchgeführt. 2018 erschien ein Mitschnitt bei Marston Records, in dem Rachmaninow Eugene Ormandy in einer Version für Solo-Klavier das Werk erläutert. Das Tempo zu Beginn des ersten Satzes ist in dieser Erläuterung am Klavier mit 116 Schlägen minimal unter Allegro im oberen Moderato-Bereich.
Die Veränderungen in seinem Leben werden in diesem ursprünglich Fantastische Tänze bezeichneten Werk verarbeitet, von einem Programm, das die Sätze Mittag, Sonnenuntergang und Mitternacht bezeichnet, wurde berichtet. Der erste Satz enthält am Ende ein Zitat aus Rachmaninows erfolgloser 1. Sinfonie, die ihn in eine tiefe Krise stürzte. Der zweite Satz soll für die Jahre der Jahrhundertwende bis zur Russischen Revolution stehen. Der dritte Tanz endet mit der Synthese des Dies Irae (symbolisch für den Tod) mit dem Halleluja der orthodoxen Liturgie (für die Auferstehung) und so ist die Coda des Werkes auch von Rachmaninov mit Alleluja übertitelt worden. Der fromme, hoffnungsvolle Lobgesang triumphiert in den letzten Takten des großen Meisters über die Melodie des Jüngsten Gerichts, die sich durch sein gesamtes Werk zieht – dies wird auch als Vorausahnung des nahen Todes und gleichzeitige Hinwendung zum Glauben gedeutet.
Rachmaninow, der viele seiner Werke zeitlebens kritisch überprüfte und selbst nach Drucklegung noch Änderungen, Streichungen und Überarbeitungen durchführte, schätzte die Sinfonischen Tänze so sehr, dass er sie als sein bestes Werk bezeichnete; zuvor hatte er dieses Prädikat für Die Glocken reserviert.

## Sonstiges
Ausschnitte des ersten Satzes werden in der Erkennungsmusik der Fernsehsendung Quarks verwendet.